# Laškov
Laškov é uma comuna checa localizada na região de Olomouc, distrito de Prostějov.